# Egingwah Bay
Egingwah Bay – zatoka Oceanu Arktycznego w Kanadzie (terytorium Nunavut). Jest położona na obszarze Parku Narodowego Quttinirpaaq u północnych wybrzeży Wyspy Ellesmere’a, w ogległości 103 km od przylądka Columbia oraz ok. 135 km od Hazen Camp (w pobliżu jeziora Lake Hazen).
Imię Egingwah nosił jeden z czterech Inuitów, którzy w 1909 roku towarzyszyli Robertowi Peary’emu oraz Matthew Hensonowi w wyprawie na biegun północny. Pozostali trzej to: Ooqeah, Seeglo oraz Ootah. Ok. 11 km od zatoki znajduje się Ootah Bay.

## Klimat
Na tej szerokości geograficznej panuje klimat polarny, z nielicznymi opadami. Średnie temperatury latem rzadko przekraczają O°C, zimą mogą spadać poniżej -40 °C. Występują długotrwałe dnie i noce polarne. Może także występować zjawisko zorzy polarnej.